# レオ・モーザー
レオ・モーザー（独: Leo Moser、1921年4月11日 – 1970年2月9日
）は、オーストリア・カナダの数学者。多角形表記の開発やソファ問題への取り組みで知られる。

## 来歴
ウィーンに生まれたが親の都合を理由に3歳でカナダへ移った。1943年マニトバ大学で理学の学士号、1945年トロント大学で理学の修士号を獲得した。2年間教育の現場で働いた後、ノースカロライナ大学に通いアルフレート・ブラウアーの下でPhD課程を完了した。1950年から心血管疾患の頻発に悩まされた。テキサス州立工科大学に1年間勤めて、1951年にアルバータ大学の教員となり、48歳で没するまで勤務した。 
1966年、モーザーは「平面上の長さ1の任意の形の弧を収容することができる最小の領域はどのようなものか」（ "What is the region of smallest area which will accommodate every planar arc of length one?"）という問題を提起した。平面上の弧を「ワーム」（"worm"）と形容して、この問題はモーザーのワーム問題 と呼ばれており、2024年現在未解決である。